# Patriarchální farnosti v Itálii
Patriarchální farnosti v Itálii je kanonická správní struktura ruské pravoslavné církve na území Itálie.

## Administrativní dělení
V soustavě patriarchálních farností se nachází 60 farností v Itálii, San Marinu a na Maltě. V Itálii se také nachází stavropegiální farnost v Bari.

## Historie
Dne 27. prosince 2007 Svatý synod oddělil farnosti v Itálii od chersonské eparchie a podřídil je jurisdikci biskupa bogorodského a vikáře patriarchy moskevského a celé Rusi.
Dne 21. května 2012 získala církevní správa státní uznání jako právnická osoba.

## Seznam správců patriarchálních farností
- - 2007–2010 Innokentij (Vasiljev) dočasný správce
  - 2010–2013 Nestor (Sirotěnko) dočasný správce
  - 2013–2015 Mark (Golovkov) dočasný správce
- 2015–2017 Antonij (Sevrjuk)
- 2017–2017 Matfej (Andrejev)
  - 2017–2018 Antonij (Sevrjuk) dočasný správce
- 2018–2019 Ioann (Roščin)
  - 2019–2023 Antonij (Sevrjuk) dočasný správce
  - od 2023 Nestor (Sirotěnko) dočasný správce